# NBC Sports Regional Networks
NBC Sports Regional Networks es el nombre colectivo de un grupo de canales de televisión deportiva en los Estados Unidos que son principalmente propiedad y operados por la división NBCUniversal de Comcast. Los canales se establecieron originalmente como Comcast SportsNet (CSN), una unidad de Comcast Xfinity, comenzando con un canal en Filadelfia que se lanzó en 1997. las operaciones se alinearon con la división nacional NBC Sports luego de la adquisición de NBC Universal en 2011 por Comcast. Las operaciones comerciales de NBC Sports Regional Networks se basan en la ciudad de Nueva York.
El grupo opera siete canales regionales; Comcast también tiene una participación parcial en SportsNet New York, que es copropiedad con Charter Communications y los New York Mets. Cada uno de los canales transmite transmisiones regionales de eventos deportivos de varios equipos deportivos profesionales, universitarios y de secundaria (con transmisiones típicamente exclusivas para cada canal individual, aunque algunas se muestran en más de un canal dentro del área de mercado designada de un equipo en particular), junto con debates deportivos regionales y nacionales , documentales y programas de análisis.
Después de su realineación con NBC Sports, los canales inicialmente continuaron operando principalmente bajo el nombre de Comcast SportsNet. Aunque Comcast originalmente consideró retirar su nombre de los canales a favor de NBC Sports después de la fusión, todavía operaron bajo la marca CSN durante al menos más de seis años. Los dos canales del grupo en California fueron renombrados bajo la marca NBC Sports en abril de 2017, mientras que los canales restantes fueron renombrados el 2 de octubre de 2017.

## Historia

#### Orígenes
Los orígenes de Comcast SportsNet se remontan a la compra por parte de Comcast del 19 de marzo de 1996 de una participación del 66% en Spectacor y sus activos principales: Philadelphia Flyers, The Spectrum y el entonces recientemente completado CoreStates Center por $240 millones y la asunción de un colectivo de $170 millones en deuda; el nuevo Comcast Spectacor (que nombró al dueño mayoritario anterior de la compañía, Ed Edward M. Snider, como su presidente) también compró inmediatamente una participación del 66% en los Philadelphia 76ers.
Inmediatamente después de que se anunció la compra, se especuló que Comcast dejaría que los contratos de televisión de Spectacor con dos  servicios premium locales que llevaban mucho tiempo con sus juegos - PRISM (que películas y especiales, además de eventos deportivos) y la red de deportes SportsChannel Philadelphia (ambos propiedad de Rainbow Media) - ejecuta y crea una red deportiva propia, compra las redes existentes o llegar a un acuerdo complejo con Rainbow para que PRISM y SportsChannel Philadelphia retengan los derechos de transmisión de los 76ers y Flyers. Comcast inmediatamente se acercó a los Filis de Filadelfia, cuyo contrato con PRISM y Sports Channel Filadelfia terminó después de la temporada de los Filis de Filadelfia de 1997, acerca de firmar un acuerdo de transmisión, lo que indica que lanzaría un RSN.
Después de discusiones de corta duración entre Rainbow Media y Comcast acerca de que este último podría convertirse en copropietario en PRISM y SportsChannel Philadelphia, el 25 de abril de 1996, Comcast Spectacor anunció formalmente planes para crear un nuevo canal  cable básico centrado en Filadelfia, que transmitiría eventos deportivos de los Flyers (cuyo contrato con PRISM y SportsChannel estaba programado para finalizar ese otoño y fue extendido por un año el 4 de octubre de 1996, el día antes del inicio de temporada 1996–1997, después de las tensas negociaciones del contrato) y los Filis. El 21 de julio de 1997, Comcast adquirió los derechos de televisión local de los Philadelphia 76ers, y el equipo optó por su contrato con PRISM y SportsChannel que estaba programado hasta la temporada 1999-2000.
El lanzamiento de la nueva red, Comcast SportsNet Philadelphia, cerró efectivamente PRISM y SportsChannel Philadelphia cuando se lanzó el 1 de octubre de 1997, y la red reemplazó directamente a esta última en los sistemas de cable locales del área de Filadelfia.

#### Expansión a otros mercados
CSN comenzó a expandirse con una serie de adquisiciones y nuevos establecimientos: el 11 de julio del 2000, Comcast adquirió una participación mayoritaria del 75% en la red deportiva regional de  Washington / Baltimore, Home Team Sports y la red Midwest Sports Channel (posteriormente, Fox Sports North) con sede en Minneapolis de Viacom por aproximadamente $150 millones. El propietario de la minoría News Corporation, que quería adquirir la propiedad total de ambas redes para hacerlas parte de su grupo Fox Sports Networks, demandó a Comcast y Viacom el 21 de julio en un intento de bloquear la venta.
El 7 de septiembre del 2000, como parte de un acuerdo entre las dos compañías, Comcast cambió su participación accionaria en Midwest Sports Channel a News Corporation a cambio de la propiedad exclusiva de Home Team Sports. HTS se relanzó más tarde como Comcast SportsNet Mid-Atlantic el 4 de abril de 2001.
El 1 de octubre de 2004, Comcast SportsNet Chicago se lanzó para reemplazar a FSN Chicago, ya que los equipos locales querían tener control editorial sobre sus transmisiones. También en octubre de 2004, se lanzó Comcast SportsNet West junto con Maloof Sports & Entertainment, propietarios de Sacramento Kings. El canal pasó a llamarse Comcast SportsNet California en 2008.
El 30 de abril de 2007,  Cablevision Systems Corporation vendió su participación del 50% en FSN Bay Area y FSN New England a Comcast por $ 570 millones (los San Francisco Giants se agregaron como socios en FSN Bay Area, cuando el equipo adquirió una participación del 30% en la red el 10 de diciembre); posteriormente, FSN New England cambió su nombre a Comcast SportsNet New England en julio de 2007, mientras que FSN Bay Area cambió su nombre a Comcast SportsNet Bay Area el 31 de marzo de ese año.

## Cobertura deportiva
| Canal                   | NBA                    | MLB                            | NHL                 | MLS                    | WNBA               |
| ----------------------- | ---------------------- | ------------------------------ | ------------------- | ---------------------- | ------------------ |
| NBC Sports Bay Area     | Golden State Warriors  | San Francisco Giants           | -                   | San Jose Earthquakes   | -                  |
| NBC Sports California   | Sacramento Kings       | Oakland Athletics              | San Jose Sharks     | San Jose Earthquakes   | -                  |
| NBC Sports Chicago      | Chicago Bulls          | Chicago Cubs Chicago White Sox | Chicago Blackhawks  | Chicago Fire           | Chicago Sky        |
| NBC Sports Mid-Atlantic | Washington Wizards     | -                              | Washington Capitals | D.C. United            | Washington Mystics |
| NBC Sports Boston       | Boston Celtics         | -                              | -                   | New England Revolution | -                  |
| NBC Sports Northwest    | Portland Trail Blazers | -                              | Vancouver Canucks   | -                      | -                  |
| NBC Sports Philadelphia | Philadelphia 76ers     | Philadelphia Phillies          | Philadelphia Flyers | Philadelphia Union     | -                  |

CSN también emite partidos de la Copa Davis de tenis en cadena nacional.

## Servicios relacionados

### Alta definición
Cada canal regional (y en algunos casos, su feed alternativo) tiene su propio feed de alta definición por separado, con sus propios horarios de programación, que incluyen eventos deportivos en vivo, así como programas nacionales producidos localmente y distribuidos por NBC Sports y shows en vivo.  Disponible en HD. NBC Sports Northwest actualmente no mantiene una transmisión simultánea de alta definición en el mercado Seattle.

### Alimentaciones de desbordamiento
La mayoría de las redes regionales de deportes de NBC mantienen fuentes alternativas (o de desbordamiento) bajo la marca 'Plus' (con el nombre regional de la red con el sufijo que precede al título "Plus") para la transmisión de dos o más eventos que involucran equipos que la red respectiva posee los derechos de transmisión para llevar. Comcast SportsNet Philadelphia mantuvo un acuerdo diferente, utilizando el canal hermano The Comcast Network para servir como una red de desbordamiento de facto en caso de que se programaran dos juegos locales al aire simultáneamente en CSN Philadelphia.